# 太平巴士總站
太平巴士總站（英文：Tai Ping Bus Terminus）是位於香港新界北區上水太平邨的巴士總站。位於保平路，在太平邨及北區醫院之間。現時有4條巴士路線以此處為總站，另外亦有1條巴士路線途經此站。

## 歷史
- 1998年2月16日：273A線配合新啟用的北區醫院而繞經本站。
- 2001年4月10日：276A線投入服務。
- 2004年7月4日：276B線投入服務。
- 2006年11月18日：276B線由本站遷往彩園總站為總站。
- 2006年11月18日：73線總站由彩園總站遷往本站。
- 2013年8月24日：73線總站由本站遷往華明總站。
- 2018年8月27日：274線投入服務。
- 2021年10月18日：78K繞經本站的班次改以本站為總站。
- 2024年9月2日：78線總站由粉嶺站遷往本站。

## 總站路線資料

### 九龍巴士78線
- 沙頭角 → 太平

### 九龍巴士78K線
- 太平 ↔ 沙頭角

### 九龍巴士274線
- 上水（太平） → 烏溪沙站

### 九龍巴士276A線
- 天水圍（天恆邨） ↔ 上水（太平）

由九龍巴士營運的一條路線，提供天恆、天富苑、天瑞及天耀往來上水的巴士服務。於2001年4月10日起投入服務。取代276/276P線於天水圍的巴士服務。

### 九龍巴士278P線
- 上水（太平） → 荃灣（如心廣場）

由九龍巴士營運的一條路線，提供清河邨、粉嶺南（百和路及華明）經粉嶺公路、吐露港公路及城門隧道單向往昌榮路、梨木樹邨、大窩口站及荃灣市中心，於2017年7月15日改由此為起點站。只於平日上午繁忙時間提供單方向往荃灣服務。

## 途經路線資料

### 九龍巴士273A線
- 彩園 ↺ 華明

由九龍巴士營運的一條路線，提供往來彩園、上水鐵路站、北區醫院、清河邨、嘉福邨、牽晴間、華明邨、雍盛苑、欣盛苑的巴士服務。於1997年7月17日起投入服務。1998年2月16日繞經新啟用的北區醫院；2001年2月26日配合雍盛苑及昌盛苑入伙而繞經雍盛苑一段的華明路；2006年7月7日起為配合清河邨及御皇庭入伙而繞經清曉路。

## 過往路線
- 九龍巴士73線
- 九龍巴士276B線

## 鄰近地點
| - 太平邨 - 彩園邨 |  | - 清河邨 - 吳屋村 |  | - 顯峰 - 御皇庭 |  | - 上水站 - 威尼斯花園 |  | - 北區醫院 |